# Búger
Búger er en by og kommune i det østlige Spanien på øen Mallorca i provinsen De Baleariske Øer. Den har et indbyggertal på 1.199 (2024) indbyggere.